# Гласс, Алиша
Алиша Ребекка Гласс (англ. Alisha Rebecca Glass, род. 5 апреля 1988 года, Лиланд, округ Лилано, штат Мичиган, США) — американская волейболистка, связующая. Бронзовый призёр Олимпийских игр 2016, чемпионка мира 2014.

## Биография
Начала заниматься волейболом в средней школе  Лиланда под руководством своей матери Лори Гласс. В составе школьной команды четырежды выигрывала первенство штата Мичиган. В 2005 году поступила в Университет штата Пенсильвания, с волейбольной командой которого трижды подряд становилась чемпионкой Национальной ассоциации студенческого спорта (англ. National Collegiate Athletic Association, сокр. NCAA).
С 2010 года выступала за команды «Волей Футуро» (Бразилия), «Атом-Трефль» (Польша), «Универсал Модена» (Италия), «Криольяс де Кагуас», «Индиас де Маягуэс» (обе — Пуэрто-Рико), «Фенербахче» (Турция), «Имоко Воллей» (Италия). В их составах становилась победителем и призёром чемпионатов пяти стран, а также обладателем Кубка ЕКВ 2014. В 2016 завершила игровую карьеру. В 2019—2021 — тренер команды Стэнфордского университета, а в 2021 входила в тренерский штаб женской юниорской сборной США. В 2024 году вернулась в игру и два сезона выступала за команду «Вегас Трилл» в чемпионате Профессиональной волейбольной федерации (PVF) США.
В 2004 году играла за молодёжную сборную США, став с ней победителем молодёжного чемпионата NORCECA. В 2010—2016 выступала за национальную сборную США, в составе которой в 2016 выиграла «бронзу» Олимпийских игр, в 2014 стала чемпионкой мира (также участвовала в чемпионате мира 2010), становилась победителем и призёром других международных соревнований мирового и континентального уровня. После Олимпиады-2016 игровую карьеру в сборной завершила. 

### Клубная карьера
- 2006—2010 —  Университет штата Пенсильвания;
- 2010—2011 —  «Волей Футуро» (Арасатуба);
- 2011—2012 —  «Атом-Трефль» (Сопот);
- 2012—2013 —  «Универсал» (Модена);
- 2013 —  «Криольяс де Кагуас» (Кагуас);
- 2013 —  «Индиас де Маягуэс» (Маягуэс);
- 2013—2014 —  «Фенербахче» (Стамбул);
- 2014—2016 —  «Имоко Воллей» (Конельяно);
- с 2024 —  «Вегас Трилл» (Лас-Вегас) — PVF.

## Достижения

### Со сборными США
- бронзовый призёр Олимпийских игр 2016.
- чемпионка мира 2014.
- серебряный призёр Кубка мира 2011;
  - бронзовый призёр Кубка мира 2015.
- серебряный призёр Всемирного Кубка чемпионов 2013.
- 3-кратный победитель Мирового Гран-При — 2010, 2011, 2012;
  - серебряный призёр Мирового Гран-При 2016.
- 3-кратная чемпионка NORCECA — 2011, 2013, 2015.
- двукратный победитель розыгрышей Панамериканского Кубка — 2012, 2013;
  - двукратный бронзовый призёр Панамериканского Кубка — 2010, 2011.
- чемпионка NORCECA среди молодёжных команд 2004.

### С клубами
- 3-кратная чемпионка Национальной ассоциации студенческого спорта (NCAA) — 2007, 2008, 2009.
- бронзовый призёр чемпионата Бразилии 2011.
- чемпионка Польши 2012.
- серебряный призёр Кубка Польши 2012.
- чемпионка Пуэрто-Рико 2013.
- серебряный призёр чемпионата Турции 2014.
- серебряный призёр Кубка Турции 2014.
- чемпионка Италии 2016.

- победитель розыгрыша Кубка Европейской конфедерации волейбола 2014.

### Индивидуальные
- 2003: лучшая на подаче молодёжного чемпионата NORCECA.
- 2009: лучшая связующая чемпионата NCAA.
- 2010: лучшая связующая Мирового Гран-при.
- 2013: лучшая связующая Мирового Гран-при.
- 2013: лучшая связующая чемпионата NORCECA.
- 2014: лучшая связующая чемпионата мира.
- 2016: лучшая связующая Олимпиады 2016.

## Семья
- Муж — бывший профессиональный баскетболист Джош Чилдресс.
- Дети — 3 дочери.